# Tigré (szövetségi állam)
Tigré egyike Etiópia 9 szövetségi tartományának, a tigrinya népesség lakóhelye. Fővárosa Mek’ele.

## Elhelyezkedése
Tigré szövetségi állam Etiópia északi részén fekszik, határos Eritreával és Szudánnal, valamint Afar és Amhara szövetségi államokkal.

## Története
A terület első állama az Akszúm környékén kb. Kr. u. 50-940 között fennálló királyság volt. Ennek lakói a ge'ez nyelvet beszélték, mely később az etióp udvar és az Etióp ortodox egyház hivatalos nyelve lett.
A késői középkor folyamán két államalakulat alakult ki a területen, melyek a mekonnen (’kormányzó’) illetve a bahr négus uralma alatt álltak. A 16. század végétől a mekonnen hatalma nőtt meg, ám a ’hercegek korában’ (1748-tól) ez a cím is névlegessé vált, a terület tényleges irányítói a Ras-nak nevezett, a császár által kinevezett hercegek voltak. Tigréből származott IV. János etióp császár (ur.: 1872-1889).
A szövetségi állam területén található Badme város birtoklása kapcsán tört ki az 1998-2000 között tartó etióp-eritreai háború.
2020. november 4-én elkezdődött tigréi felkelés (mely rövidesen nyílt háborúba csapott át) során harcok törtek ki az etióp hadsereg és a szövetségi államot kvázi uraló, a terület függetlenségéért küzdő Tigréi Felszabadítási Front erői között. Az etióp erők nagyszabású offenzívára készülnek, hogy megtörjék a térségben a szervezet uralmát, ám a felszabadítási front erői eddig sikerrel ellenálltak az etióp haderő támadásainak, így a konfliktus lehetséges elhúzódása nyílt polgárháborúhoz vezethet. Az etióp hadsereg esélyeit csökkenti, hogy a felszabadítási front jelentős létszámú, mintegy negyed millió fős hadsereggel bír, amelynek felszerelése kielégítő, tapasztalt és jól képzett. A térséget ezenkívül humanitárius válság fenyegeti, mivel a területről eddig 200 ezer ember volt kénytelen elmenekülni, komoly ivóvíz- és élelemhiány is fenyeget. A háborúnak a harcok, azt etnikai tisztogatások és nem utolsósorban az éhezés miatt már több mint félmillió ember esett áldozatul nemcsak Tigrében, de Etiópia más részein is. A tömeggyilkosságokért főleg a lázadók és a kormány oldalán harcoló félkatonai milíciák tehetők felelőssé. A nemzetközi szervezetek segélyei a legtöbb esetben nem jutnak el a rászorulókhoz, azokat igen gyakran a tigréi felkelők hadserege kisajátítja.

## Népesség
| 2005 | 4 206 500 |
| 2014 | 4 960 003 |

Tigré szövetségi állam népessége a 2007-es népszámlálási adatok alapján 4 314 456 fő, ebből 2 124 853 férfi (49,2%) és 2 189 603 nő (50,8%). A lakosság az 1994-es 3 136 267 főhöz képest 37,5%-kal nőtt, ami évi átlagban 2,5%-os növekedést jelent. Tigré városaiban 842 723 fő élt 2007-ben, a városi lakosság aránya valamivel az országos átlag felett van (19,5%). Szintén meghaladja az országos átlagot a népsűrűség értéke (86,2 fő/km²).
Tigré legnagyobb nemzetisége a tigrinyák (96,6%). Rajtuk kívül csak az amhara népcsoport aránya haladja meg az 1%-ot (1,63%).
A lakosság 95,6%-a az Etióp Ortodox Egyház, 4%-a az iszlám követője.

## Látnivalók

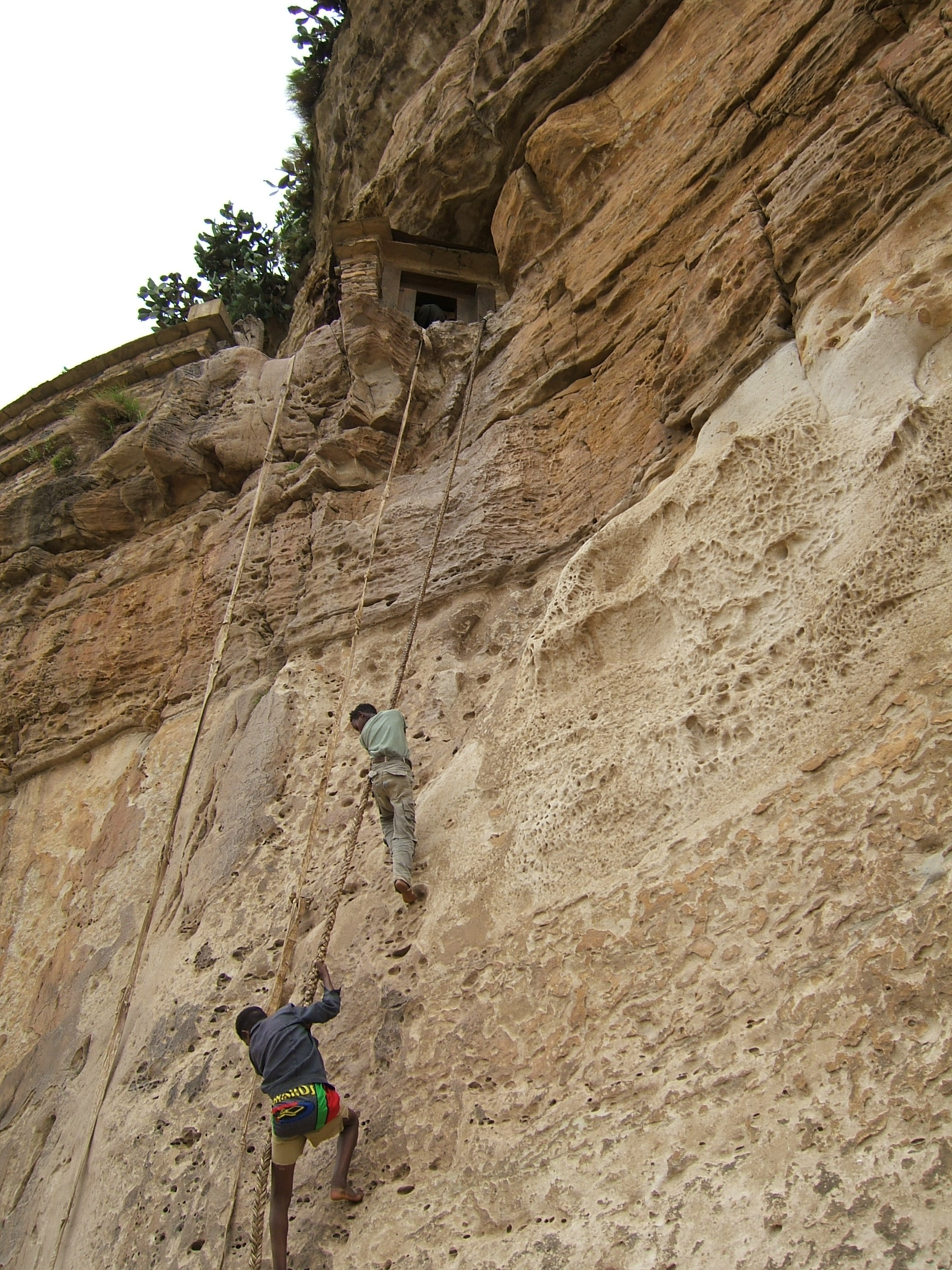
A Dere Damo kolostorba vezető út

Tigré legfontosabb turisztikai vonzerejét a sziklatemplomok adják (Geralta, Takatisfi. Atsbi, Tembien). A legtöbb templom jól védhető dombtetőkön, egyetlen darab sziklából kifaragva készült. A legkorábbiak a 8. században épültek.

## Közigazgatás
Tigré szövetségi állam öt zónából és egy különleges zónából áll, melyeket földrajzi irányokkal neveztek el. Az igazgatás alsóbb szintjén 47 körzet (woreda) található (zárójelben a kerületek száma 2007-ben).
- Mirabawi (nyugati) (4)
- Semen Mi'irab (északnyugati) (8)
- Misraqavi (keleti) (9)
- Mehakelegnaw (központi) (13)
- Debubawi (déli) (11)
- Mek’ele különleges zóna (2)

## Fordítás
Ez a szócikk részben vagy egészben  a   Tigray Region című angol Wikipédia-szócikk ezen változatának fordításán alapul.  Az eredeti cikk szerkesztőit annak laptörténete sorolja fel. Ez a jelzés csupán a megfogalmazás eredetét és a szerzői jogokat jelzi, nem szolgál a cikkben szereplő információk forrásmegjelöléseként.